# Тръбни клещи
Тръбните клещи (тръбен ключ) са клещи, специално разработени и използвани за изпълнение на тръбни инсталации. Тръбните клещи се настройват да завъртат цилиндрични и други свързващи тръбни елементи с различни размери чрез настройка на опорната гайка в основата на подвижната челюст на клещите (на фигурата в сребрист цвят).
Тръбният ключ е изобретен през 1888 година от шведския изобретател Йохан Петер Йохансон.

## Стандартни тръбни клещи
Тръбните клещи са самозаклемващи. За завъртане на детайла, се натиска горното притискащо рамо. За въртене в другата посока, трябва да се обърнат клещите. Зъбите на захващане също са конструирани за работа в една посока.
При много здраво закрепени тръби или малка дебелина на стените на тръбите, има опасност да се повреди тръбата от самозаклемващия ефект на клещите.
Различават се тръбни клещи по изпълнението на челюстите:
- Положение на челюстите на 90°.

Предимство: Даже и при широко отворени клещи, челюстите са точно една срещу друга и лежат паралелно на страните на гайките на тръбната инсталация по цялата си дължина.
- Положение на челюстите на 45°.

Недостатък: При широко отворени клещи наклонените челюсти не са една спрямо друга паралелно, с което шестоъгълните и осмоъгълните свързващи елементи по-трудно се захващат.
Клещите са обикновено с дължина от 250 до 700 mm.